# Marcin Krzyżanowski (Komponist)
Marcin Krzyżanowski (* 1958) ist ein polnischer Komponist und Cellist.
Krzyżanowski studierte Cello an der Musikakademie Krakau und nahm privaten Kompositionsunterricht bei Bogusław Schaeffer. Er ist Mitglied der Vereinigung der Interpreten Neuer Musik Muzyks Centrum. Als Komponist trat er mit Film- und Schauspielmusiken hervor.